# Открытый чемпионат Женевы по теннису
Открытый чемпионат Женевы по теннису (англ. Geneva Open) — мужской международный профессиональный теннисный турнир, проходящий весной в Женеве (Швейцария) на открытых грунтовых кортах. Турнир относится к категории ATP 250 с призовым фондом в размере около 620 тысяч евро и турнирной сеткой, рассчитанной на 28 участников в одиночном разряде и 16 пар.

## Общая информация
В серии Гран-при турнир в Женеве появился в 1980 году и проводился в сентябре вплоть до 1991 года. Турнир вновь появился в календаре Мирового тура ATP в 2015 году и стал проводиться на последней неделе перед стартом Открытого чемпионата Франции. Соревнование заменило в календаре Открытый чемпионат Дюссельдорфа.
Победители и финалисты
В одиночном разряде трижды взять главный приз смог норвежец Каспера Рууда в 2021, 2022 и 2024 годах. Более одного раза в одиночном разряде победить на турнире получилось также у шведа Матса Виландера, победившего дважды на турнире в 1982 и 1983 году и у представителя Швейцарии Станисласа Вавринки, который победил на турнире в 2016 и 2017 годах. Кроме того Виландер в 1984 смог один раз победить в парном разряде. Также по три титула во всех разрядах смог завоевать венгр Балаж Тароци, который один раз первенствовал в одиночном (1980) и два раза в парном разряде (1980, 1981). В парном разряде четыре титула на счету Мате Павича (2018, 2019, 2022 и 2024 годах). Два первых титула он выиграл в дуэте с Оливером Марахом и по одному с Николой Мектичем и Марсело Аревало. Чаще всего в одиночном разряде победу одерживали представители Швейцарии (четыре раза), Швеции и Норвегии (по три раза).

## Финалы турнира
| Год                         | Победитель                                     | Финалист                                       | Счёт                                           |
| --------------------------- | ---------------------------------------------- | ---------------------------------------------- | ---------------------------------------------- |
| 2025                        | Новак Джокович                                 | Хуберт Хуркач                                  | 5-7 7-6(2) 7-6(2)                              |
| 2024                        | Каспер Рууд (3)                                | Томаш Махач                                    | 7-5 6-3                                        |
| 2023                        | Николас Ярри                                   | Григор Димитров                                | 7-6(1) 6-1                                     |
| 2022                        | Каспер Рууд (2)                                | Жуан Соуза                                     | 7-6(3) 4-6 7-6(1)                              |
| 2021                        | Каспер Рууд                                    | Денис Шаповалов                                | 7-6(8) 6-4                                     |
| 2020                        | Отменён из-за пандемии коронавирусной инфекции | Отменён из-за пандемии коронавирусной инфекции | Отменён из-за пандемии коронавирусной инфекции |
| 2019                        | Александр Зверев                               | Николас Ярри                                   | 6-3 3-6 7-6(8)                                 |
| 2018                        | Мартон Фучович                                 | Петер Гоёвчик                                  | 6-2 6-2                                        |
| 2017                        | Станислас Вавринка (2)                         | Миша Зверев                                    | 4-6 6-3 6-3                                    |
| 2016                        | Станислас Вавринка                             | Марин Чилич                                    | 6-4 7-6(11)                                    |
| 2015                        | Томас Беллуччи                                 | Жуан Соуза                                     | 7-6(4) 6-4                                     |
| 1992 — 2014 (не проводился) |                                                |                                                |                                                |
| 1991                        | Томас Мустер                                   | Хорст Скофф                                    | 6-2 6-4                                        |
| 1990                        | Хорст Скофф                                    | Серхи Бругера                                  | 7-6(8) 7-6(4)                                  |
| 1989                        | Марк Россе                                     | Гильермо Перес Рольдан                         | 6-4 7-5                                        |
| 1988                        | Мариан Вайда                                   | Кент Карлссон                                  | 6-4 6-4                                        |
| 1987                        | Клаудио Медзадри                               | Томаш Шмид                                     | 6-4 7-5                                        |
| 1986                        | Анри Леконт                                    | Тьерри Тулан                                   | 7-5 6-3                                        |
| 1985                        | Томаш Шмид                                     | Матс Виландер                                  | 6-4 6-4                                        |
| 1984                        | Аарон Крикстейн                                | Хенрик Сундстрём                               | 6-7 6-1 6-4                                    |
| 1983                        | Матс Виландер (2)                              | Хенрик Сундстрём                               | 3-6 6-1 6-3                                    |
| 1982                        | Матс Виландер                                  | Томаш Шмид                                     | 7-5 4-6 6-4                                    |
| 1981                        | Бьорн Борг                                     | Томаш Шмид                                     | 6-4 6-3                                        |
| 1980                        | Балаж Тароци                                   | Адриано Панатта                                | 6-3 6-2                                        |

| Год                         | Победители                                     | Финалисты                                      | Счёт                                           |
| --------------------------- | ---------------------------------------------- | ---------------------------------------------- | ---------------------------------------------- |
| 2025                        | Садио Думбия Фабьен Ребуль                     | Ариэль Беар Йоран Влиген                       | 6-7(4) 6-4 [11-9]                              |
| 2024                        | Марсело Аревало Мате Павич (4)                 | Ллойд Гласспул Жан-Жюльен Ройер                | 7-6(2) 7-5                                     |
| 2023                        | Майкл Винус (2) Джейми Маррей                  | Марсель Гранольерс Орасио Себальос             | 7-6(6) 7-6(3)                                  |
| 2022                        | Никола Мектич Мате Павич (3)                   | Пабло Андухар Матве Мидделкоп                  | 2-6 6-2 [10-3]                                 |
| 2021                        | Майкл Винус Джон Пирс                          | Симоне Болелли Максимо Гонсалес                | 6-2 7-5                                        |
| 2020                        | Отменён из-за пандемии коронавирусной инфекции | Отменён из-за пандемии коронавирусной инфекции | Отменён из-за пандемии коронавирусной инфекции |
| 2019                        | Оливер Марах (2) Мате Павич (2)                | Роберт Линдстедт Мэттью Эбден                  | 6-4 6-4                                        |
| 2018                        | Оливер Марах Мате Павич                        | Иван Додиг Раджив Рам                          | 3-6 7-6(3) [11-9]                              |
| 2017                        | Жан-Жюльен Ройер Хория Текэу                   | Хуан Себастьян Кабаль Роберт Фара              | 2-6 7-6(9) [10-6]                              |
| 2016                        | Стив Джонсон Сэм Куэрри                        | Равен Класен Раджив Рам                        | 6-4 6-1                                        |
| 2015                        | Хуан Себастьян Кабаль Роберт Фара              | Равен Класен Лу Яньсюнь                        | 7-5 4-6 [10-7]                                 |
| 1992 — 2014 (не проводился) |                                                |                                                |                                                |
| 1991                        | Серхи Бругера Марк Россе                       | Ола Йонсон Пер Хенриксон                       | 3-6 6-3 6-2                                    |
| 1990                        | Пабло Альбано Давид Энгель                     | Нил Борвик Дэвид Льюис                         | 6-3 7-6                                        |
| 1989                        | Андрес Гомес Альберто Мансини                  | Мансур Бахрами Гильермо Перес Рольдан          | 6-3 7-5                                        |
| 1988                        | Мансур Бахрами Томаш Шмид (2)                  | Густаво Луса Гильермо Перес Рольдан            | 6-4 6-3                                        |
| 1987                        | Рикарду Асиоли Луис Маттар                     | Мансур Бахрами Диего Перес Бурин               | 3-6 6-4 6-2                                    |
| 1986                        | Юрген Виндаль Андреас Маурер                   | Густаво Луса Густаво Тиберти                   | 6-4 3-6 6-4                                    |
| 1985                        | Серхио Касаль Эмилио Санчес                    | Карлос Кирмайр Кассио Мотта                    | 6-4 4-6 7-5                                    |
| 1984                        | Матс Виландер Микаэль Мортенсен                | Либор Пимек Томаш Шмид                         | 6-1 3-6 7-5                                    |
| 1983                        | Станислав Бирнер Блейн Вилленборг              | Матс Виландер Йоаким Нюстрём                   | 6-1 2-6 6-3                                    |
| 1982                        | Павел Сложил Томаш Шмид                        | Карл Лимбергер Майк Майбург                    | 6-4 6-0                                        |
| 1981                        | Хайнц Гюнтхардт Балаж Тароци (2)               | Павел Сложил Томаш Шмид                        | 6-4 6-3                                        |
| 1980                        | Балаж Тароци Желько Франулович                 | Маркус Гюнтхардт Хайнц Гюнтхардт               | 6-4 4-6 6-4                                    |